# Gul Mohammed
Gul Mohammed (em marata: गुल मोहम्मद; Nova Deli, 15 de fevereiro de 1957 — Nova Deli, 1º de outubro de 1997) foi um homem indiano que teve o recorde de homem mais baixo de todos os tempos, certificado pelo Guinness World Records cuja existência e altura foram verificadas independentemente.
Em 19 de julho de 1990, Gul foi examinado pelo Hospital Ram Manohar Lohia, em Nova Deli, na Índia, onde constatou-se uma altura de 0,571 m (1 pé e 10⅖ polegadas) e um peso de 17 kg (37,5 lbs). Morreu em 1º de outubro de 1997 de complicações respiratórias e depois de uma longa luta contra asma e bronquite, adquiridos devido ao fumo intenso.
Em 26 de fevereiro de 2012, Chandra Bahadur Dangi, do Nepal, quebrou o recorde de homem mais baixo já medido, com 54,6 cm (21,5 in). Como Dangi nasceu em 1939, ele sempre deteve o título, embora não ratificado; isso faz com que Mohammed nunca tenha sido verdadeiramente o homem mais baixo de todos os tempos.